# Symphonie no 3 de Brahms
Pour les articles homonymes, voir Symphonie no 3.
La symphonie no 3 en fa majeur, op. 90 est une symphonie de 1883, en 4 mouvements, du compositeur allemand Johannes Brahms. Un de ses chefs-d'œuvre les plus célèbres, avec en particulier son 3e mouvement Poco allegretto,.

## Histoire
Brahms compose cette 3e de ses 4 symphonies dans la ville thermale de Wiesbaden en Allemagne, où il passe l’été 1883, à l'âge de 50 ans, près de Francfort où il rend visite avant son retour en Autriche à sa grande amie (et grand amour secret et impossible de sa vie) Clara Schumann. Pour elle « cette œuvre est un tout, un seul battement de cœur. Du début à la fin on est enveloppé par le charme mystérieux des bois et des forêts ». Il compose cette œuvre romantique allemande, d'inspiration secrète, près de 6 ans après sa seconde symphonie no 2 op. 73 de 1877. Il écrivit entre les deux, notamment, les partitions de son concerto pour violon op. 77, ses deux ouvertures (ouverture pour une fête académique op. 80 et ouverture tragique op. 81) et son second concerto pour piano no 2 op. 83).
Cette symphonie est créée de façon triomphale le 2 décembre 1883 au Musikverein de Vienne en Autriche par l'Orchestre philharmonique de Vienne sous la direction du chef Hans Richter. Ce dernier, enthousiaste, la surnomme « l’Héroïque » en référence à la symphonie no 3 Héroïque de 1805 de Ludwig van Beethoven. L'œuvre s'inspire davantage en réalité de celle de son grand ami disparu Robert Schumann, dont son premier thème reprend un court trait mélodique de la symphonie no 3 de Schumann (dite symphonie rhénane).
« Lors de la première de la symphonie en fa majeur, qui eut lieu le 2 décembre 1883 aux Concerts philharmoniques de Vienne, le groupe des militants ecclesia de Wagner-Bruckner, situé au rez-de-chaussée du Musikverein, osa lancer la première attaque publique contre Brahms. Après chaque mouvement, ses sifflets attendaient toujours que les applaudissements s'éteignent pour éclater de manière démonstrative. Mais le public fut si profondément ému par cette œuvre merveilleuse que non seulement l'opposition fut noyée sous les applaudissements, mais que l'hommage au compositeur atteignit un niveau d'enthousiasme rarement vu auparavant à Vienne, de sorte que Brahms connut alors l'un de ses plus grands triomphes. ».
Le thème du troisième mouvement est repris entre autres en version jazz vocal par Frank Sinatra pour Take My Love (1950), en 1961 pour la musique du film Aimez-vous Brahms…, d'Anatole Litvak, avec Ingrid Bergman et Yves Montand, et en version jazz vocal par Diahann Carroll, et par Yves Montand et Dalida avec Quand tu dors près de moi. Ce même thème est également repris dans la chanson Baby Alone in Babylone de Serge Gainsbourg (1983), par Carlos Santana dans la chanson Love of my life sur l'album Supernatural, ainsi que par Dorothy Ashby pour Lonly Melody. Elle a également été utilisée dans la bande originale du jeu vidéo Civilization IV. 

## Orchestration
Cette symphonie est écrite pour orchestre symphonique :
| Instrumentation de la symphonie no 3                                                             |
| Cordes                                                                                           |
| premiers violons, seconds violons, altos, violoncelles, contrebasses                             |
| Bois                                                                                             |
| 2 flûtes, 2 hautbois, 2 clarinettes en si{\displaystyle \flat } et la, 2 bassons, 1 contrebasson |
| Cuivres                                                                                          |
| 4 cors 2 en ut et 2 en fa, 2 trompettes en fa, 3 trombones,                                      |
| Percussions                                                                                      |
| 2 timbales                                                                                       |

Si les mouvements extérieurs utilisent l'arsenal complet de cet orchestre, les deux mouvements centraux se satisfont d'un matériel réduit : ni contrebasson ni timbales ni trompettes, deux cors au lieu de quatre, et les trombones se taisent dans le troisième mouvement.

## Analyse de l'œuvre
Il s'agit de la plus courte des symphonies de Brahms, et sans doute une des plus personnelles. Caractéristique unique, ses quatre mouvements se terminent dans une atmosphère faite de calme et de luminosité.
Cette symphonie présente une forme cyclique particulière : les accords de la fin sont identiques aux accords initiaux, mais dans la tonalité affirmée de fa majeur, alors que le début de l'œuvre présentait une alternance majeure/mineure.
L'aspect cyclique ne se limite pas à cette remarque : plusieurs thèmes jouent des rôles dans les différents mouvements. Ainsi, le second thème de l'adagio disparaît dans la réexposition, pour réapparaître comme second thème dans le final (thème en triolets).
Elle se compose de quatre mouvements et dure environ 35-40 minutes.
- 1er mouvement : Allegro con brio en fa majeur

Le premier thème énergique en fa majeur est exposé aux violons sur une ligne descendante suivi par une mélodie arpégée auquel enchaîne le deuxième thème à la clarinette. La partie centrale du développement est teintée de chaudes couleurs tziganes qui ensuite laissent place à une séquence sombre et intériorisée. Tout s'achève après la réexposition dans une coda qui reprend l'héroïque thème initial.
- 2e mouvement : Andante en ut majeur
- 3e mouvement : Poco allegretto en ut mineur
- 4e mouvement : Allegro en fa mineur/fa majeur

## Enregistrements
La première gravure en a été réalisée en 1928 sous la direction de Leopold Stokowski.
Plus de 150 enregistrements ont pu être depuis décomptés. Seuls sont donnés ci-après les enregistrements les plus marquants, caractérisés par une récompense de la presse musicale.
- Wilhelm Furtwängler, Orchestre philharmonique de Berlin, 1949[10],[11],[12] ;
- Hermann Abendroth, Orchestre philharmonique tchèque, 1951
- Rafael Kubelík, Orchestre philharmonique de Vienne, 1957[13] ;
- Bruno Walter, Orchestre symphonique de la Columbia, 1960[14] ;
- Leonard Bernstein, Orchestre philharmonique de New York, 1964[15] ;
- Herbert von Karajan, Berliner Philharmoniker, 1978
- Sergiu Celibidache, Orchestre philharmonique de Munich, 1979[16] ;
- Colin Davis, Orchestre de la radio bavaroise, 1988[17] ;
- Claudio Abbado, Orchestre philharmonique de Berlin, 1989[18] ;
- Bernard Haitink, Orchestre du Concertgebouw d'Amsterdam, 1993[19] ;
- Mariss Jansons, Orchestre philharmonique d'Oslo, 1999[20].

## Dans la culture populaire
- 1961 : Aimez-vous Brahms…, d'Anatole Litvak. 3e mouvement durant un repas dansant chez Maxim's à Paris, avec Ingrid Bergman, Anthony Perkins et Yves Montand, et en version jazz vocal Say No More, It's Goodbye, par Diahann Carroll[21],[22], dans un club de jazz parisien (très inspirée de la version Take My Love de Frank Sinatra de 1950[8]).
- 1983 : Baby Alone in Babylone, chanson interprétée par Jane Birkin dans l'album éponyme.